# Напалкова, Анна Григорьевна
Анна Григорьевна Напалкова (9 февраля 1922 год, село Средняя Тырга — 15 марта 2017 года) — телятница совхоза «Кызыл-Озекский» Майминского района Горно-Алтайской автономной области. Герой Социалистического Труда (1971).

## Биография
Родилась в 1927 году в крестьянской семье в селе Средняя Тырга. Окончила четыре класса начальной школы в родном селе. С 1934 года трудилась дояркой в колхозе имени XVII партсъезда Майминского района. Во время Великой Отечественной войны работала на лесозаготовках в Чойском леспромхозе. После войны некоторое время проживала в Кемеровской области, где трудилась станочницей в деревообрабатывающем цехе треста «Кемеровтяжстрой». В 1960 году возвратилась на родину. 
С 1960 года — телятница совхоза «Кызыл-Озекский» Майминского района. В этом же году за выдающиеся трудовые достижения удостоена звания «Лучшая телятница района».
В 1971 году вырастила 313 телят, среднесуточный привес которых составил около 1100 грамм вместо запланированных 750 граммов. Досрочно выполнила задания Восьмой пятилетки (1966—1970) и личные социалистические обязательства. Указом Президиума Верховного Совета СССР от 8 апреля 1971 года «за выдающиеся успехи, достигнутые в развитии сельскохозяйственного производства и выполнении пятилетнего плана продажи государству продуктов земледелия и животноводства» удостоена звания Героя Социалистического Труда с вручением ордена Ленина и золотой медали «Серп и Молот».
Избиралась членом Майминского райкома партии, депутатом сельского Совета.
Проработала телятницей до выхода на пенсию в 1973 году. За двадцать лет своей работы вырастила около пяти тысяч племенных телят. Проживала в селе Кызыл-Озёк.
Скончалась в 2017 году.